# Pääskyvuori
Pääskyvuori est un quartier du district Varissuo-Lauste à Turku en Finlande,.

## Description
Le quartier de Pääskyvuori est un situé à environ quatre kilomètres à l'est du centre-ville. 
La colline Pääskyvuori, dont la hauteur est de 60,7 mètres au-dessus du niveau de la mer à donne son nom au quartier.
Pääskyvuori est bordé à l'ouest par la rivière Jaaninoja (fi).
À Pääskyvuori, les petits immeubles résidentiels et les maisons mitoyennes sont situés à proximité les uns des autres. 
De grands immeubles d'appartements, ont été construits un peu à l'écart dans les parties ouest de Pääskyvuori et sur la collinne.
Le point de repère de Pääskyvuori est la tour de diffusion de Pääskyvuori haute de 134,6 mètres et construite à son sommet en 1964, qui est la deuxième plus haute tour de télévision de Finlande après la tour de Pasila.
Au sud-ouest de Pääskyvuori se trouve la zone résidentielle de Laukkavuori, conçue par Aarne Ehojoki.

## Transports
Les transports en commun de Pääskyvuori sont basés sur les lignes 12, 32, 32A et 42 du centre et la ligne périphérique 99. 
Pääskyvuori est situé à proximité de grands centres commerciaux (Prisma d'Itäharju, centre commercial de Varissuo, Skanssi).

## Galerie

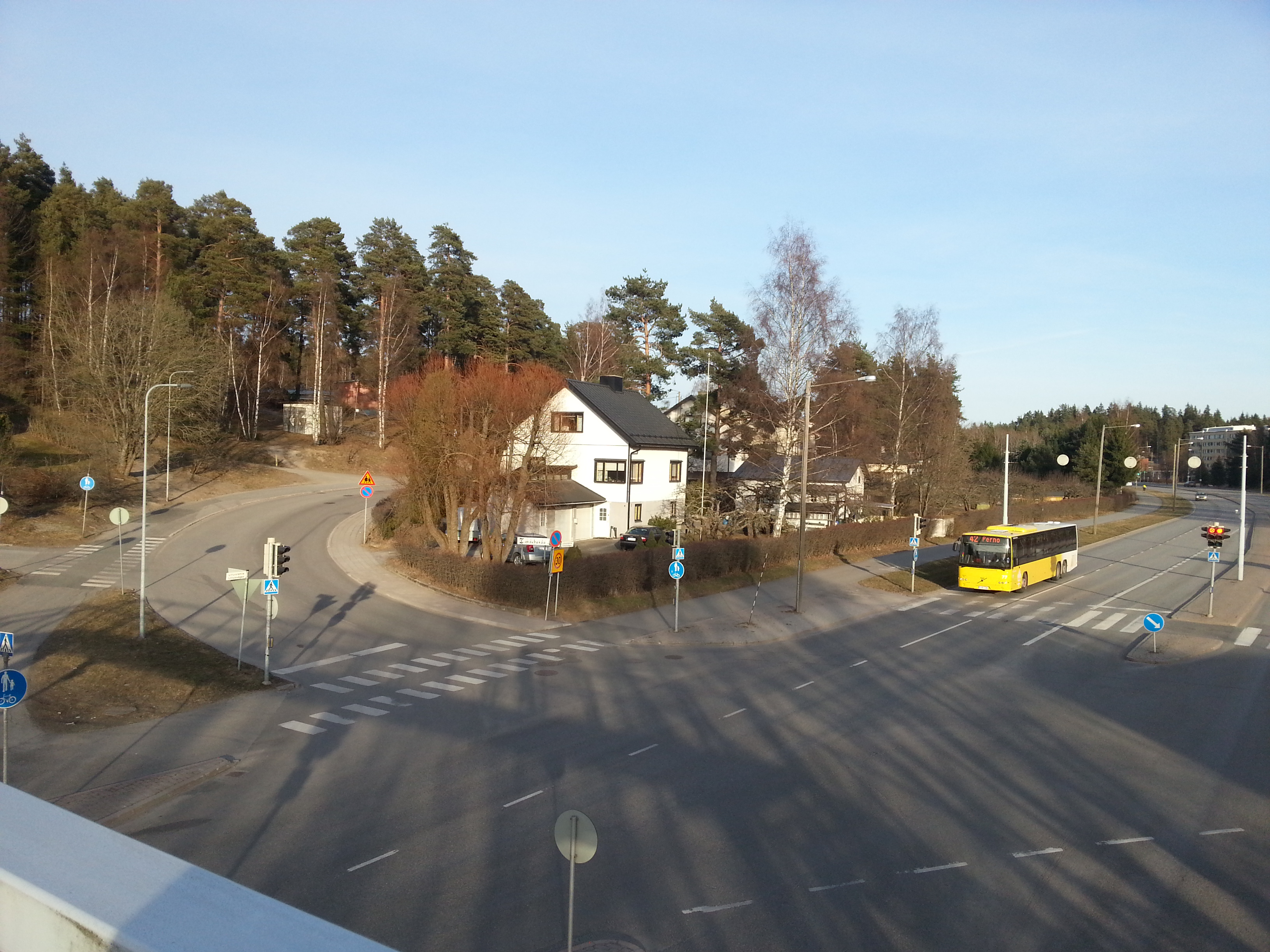
Routes Talvitie et Littoistentie.
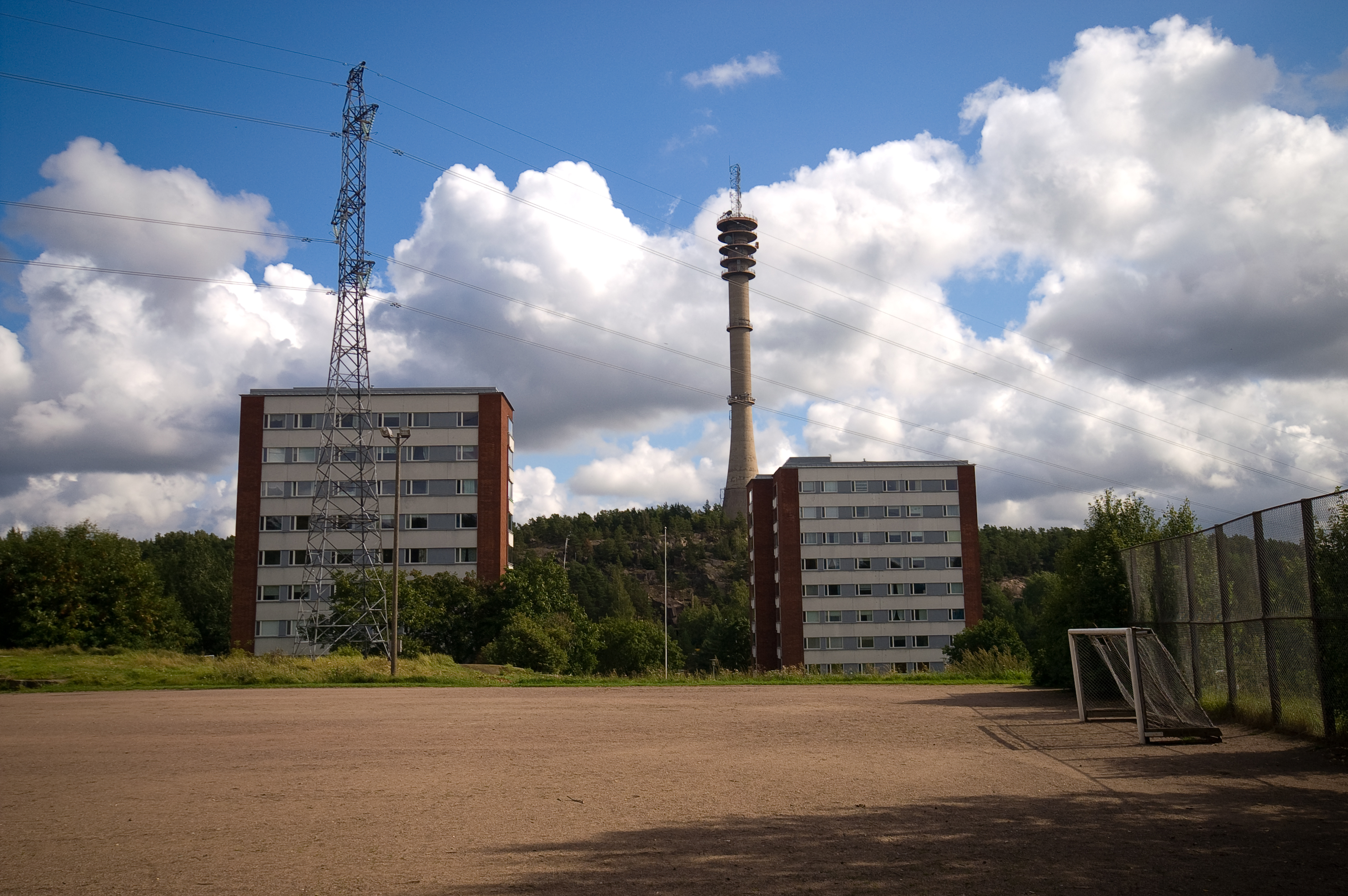
Terrain de Kotimetsänpuisto.